# ساینا نهوال
ساینا نهوال (به انگلیسی: Saina Nehwal) (زاده ۱۷ مارس ۱۹۹۰ در هند)، ورزشکار زن، در رشته بدمینتون می‌باشد. او موفق شد در بازی‌های المپیک تابستانی ۲۰۱۲، مدال برنز بازی‌ها را به دست بیاورد. اون عناوین زیادی را کسب کرده است.
فیلم ساینا داستان زندگی اوست.